# 와타나베 히로시
와타나베 히로시(渡辺浩, 1946년 - )는 일본의 정치학자이다. 전공은 일본정치사상사, 아시아정치사상사이며 현재 호세이 대학 법학부 교수와 도쿄 대학 명예교수를 역임하고 있다. 일본의 정치학자인 마루야마 마사오의 직계제자이며, 일본정치사상사의 권위자이다.

## 약력
일본 요코하마시 출생. 1969년 도쿄 대학 법학부 졸업. 도쿄 대학 조수, 조교수를 거쳐 1983년부터 교수 역임. 같은 마루야마 마사오 문하의 마츠모토 산노스케의 후임으로서 일본정치사상사 강의를 담당하게 되었다. 도쿄 대학 부총장을 역임하였으며, 2010년 정년퇴임. 현재는 호세이 대학 법학부 정치학과 교수를 역임.

## 저서

### 단독
- 근세일본사회와 송학
- 근세일본정치사상사
- 동아시아의 왕권과 사상
- 일본정치사상사